# Lukács Tibor
Lukács Tibor (Eger, 1956. június 22. − Budapest, 2020. január 27.) hegedűművész, prímás. A Rajkó Zenekar örökös tagja.

## Életpályája
Muzsikus cigány családban született, zeneiskolai tanulmányait szülővárosában kezdte, majd 1970-ben 14 éves korában felvételt nyert a Rajkó Zenekarba, ahol az együttes vezető prímása lett.
A Rajkó Zenekarral szinte az egész világot bejárta. A zenekari évek alatt számos elismerésben részesült. Kiemelkedő az 1978-as Világifjúsági Találkozó, amelyet Kuba fővárosában, Havannában rendeztek meg, itt VIT-díjas lett.
Valamint 1979-ben az Amerikai Egyesült Államokban járt, a Rajkó Zenekarral Lincoln Centerben lépett fel mint vezetőprímás hatalmas sikerrel, erről a koncertről a New York Times is cikket írt.
Részlet cikkből: "The evening's star performer was Tibor Lukacs, a furiously athletic violinist. The unidentified cimbalom soloist in Liszt's Hungarian Rhapsody No. 12 was also remarkably good." (A cikket Joseph Horowitz írta, 1979. január 28.) 1981-ben, tizenegy év után vált meg a Rajkó Zenekartól és önálló zenekart alapított,zenekarával nagyon sokat dolgozott külföldön (Németország, Olaszország, Svájc, Belgium, Franciaország). 

Itthon különböző szállodákban, hotelekben, éttermekben játszott (Háry étterem,Nemzeti Hotel stb...) 1989-ben meghívást kapott Düsseldorfba a híres Csíkos étterembe ahol 1 évig játszott .
90-es évek közepén zenekarával  közreműködött a híres Hollay Bertalan magyar-nótaénekes "csak azért iszom én " című lemezén , 1994-tól a 100 Tagú Cigányzenekar egyik vezetőprímása, szinte az egész világot körbejárta, 2020. január 28-án hunyt el, szívroham bekövetkeztében.

## Díjak, elismerések
2002. augusztus 20-án vette át a Magyar Köztársasági Bronz Érdemkeresztjét munkája elismeréseként.

## Szerzemények
- Virtuóz Magyar Koncert Nóta
- Párizsi emlékek

## Hang és Kép
- Lukács Tibor Műsora
- E.Toselli-Serenade
- Johann Strauss – Éljen a magyar
- Lukács Tibor emlékműsor Dunatv